# Barry Jones (acteur)
Pour les articles homonymes, voir Barry Jones et Jones.
Barry Jones (6 mars 1893 — 1er mai 1981) est un acteur britannique ayant joué des rôles dans des films américains ou britanniques, à la télévision américaine, ou dans des pièces de théâtre.

## Biographie
Barry Jones naît à Guernesey dans les Îles Anglo-Normandes en 1893. Il commence sa carrière d'acteur sur les scènes de théâtre britanniques en 1921. Son premier rôle cinématographique est l'interprétation du personnage de Bluntschli en 1932 dans le film Arms and the Man de George Bernard Shaw. Acteur dans de nombreux films, jouant souvent des personnages de nobles, il obtient un des rôles principaux dans Seven Days to Noon. Il joue aussi Mr. Lundie dans l'adaptation de 1954 de Brigadoon, et Polonius dans l'adaptation américaine télévisuelle de 1953 d'Hamlet.
Il meurt à l'âge de 88 ans à Guernesey.

## Filmographie partielle
- 1932 : Arms and the Man de Cecil Lewis : Capitaine Bluntschli
- 1936 : The Gay Adventure de Sinclair Hill : Dernton
- 1938 : Murder in the Family d'Albert Parker : Stephen Osborne
- 1943 : Chef d'escadrille (Squadron Leader X) de Lance Comfort :  Bruce Fenwick
- 1948 : Conditions difficiles (Uneasy Terms) de Vernon Sewell : Inspecteur Gringa
- 1948 : The Calendar d'Arthur Crabtree : Sir John Garth
- 1949 : Les Amours de Lord Byron (The Bad Lord Byron) de David MacDonald : Colonel Stonhope
- 1949 : Cet âge dangereux (That Dangerous Age) de Gregory Ratoff : Arnold Cane
- 1950 : Madeleine de David Lean :  Procureur
- 1950 : Ultimatum (Seven Days to Noon) de John Boulting et Roy Boulting : Professeur Willingdon
- 1950 : La Fille aux papillons (The Clouded Yellow) de Ralph Thomas : Nicholas Fenton
- 1951 : White Corridors de Pat Jackson : Dr Shoesmith
- 1951 : La Boîte magique (The Magic Box) de John Boulting : Le docteur
- 1953 : Retour au paradis (Return to Paradise) de Mark Robson : Thomas Cobbett
- 1954 : Prince Vaillant (Prince Valiant) de Henry Hathaway : Roi Luc
- 1954 : Les Gladiateurs (Demetrius and the Gladiators) de Delmer Daves : Claudius
- 1954 : Brigadoon de Vincente Minnelli : Mr. Lundie
- 1955 : La Pantoufle de verre (The Glass Slipper) de Charles Walters : le Duc
- 1956 : Guerre et Paix (War and Peace ) de King Vidor : Prince Rostov
- 1957 : Sainte Jeanne d'Otto Preminger : de Courcelles
- 1958 : Le Perceur de coffres (The Safecracker) de Ray Milland : Bennett Carfield
- 1959 : Les 39 Marches (The 39 Steps) de Ralph Thomas : Professeur Logan
- 1965 : Sherlock Holmes contre Jack l'Éventreur (A Study in Terror) de James Hill : Duc de Shires
- 1965 : Les Héros de Télémark (The Heroes of Telemark) d'Anthony Mann : le professeur Logan

## Apparitions dans des séries télévisées
- Hallmark Hall of Fame (1953 – 61)
- Robert Montgomery Presents (1955 – 56)
- Le Saint (1963) : Une épouse modèle (saison 2 épisode 26) : Otis Q. Fennick
- Martin Chuzzlewit (1964)
- Sherlock Holmes (1965)
- 1973 : Tatort, épisode Un pigeon mort dans Beethovenstrasse (Tatort - Tote Taube in der Beethovenstraße) de Samuel Fuller
- Il joue le rôle de Jules César dans la mini-série TV The Spread of the Eagle.